# Мелих, Роман
Роман Мелих (нем. Roman Mählich; род. 17 сентября 1971, Винер-Нойштадт, Австрия) — австрийский футболист и тренер. Наиболее известен по выступлениям за «Штурм» из Граца.

## Карьера

### Клубная карьера
Роман Мелих начал свою профессиональную карьеру в «Винер Шпорт-Клубе», за который в 4 сезонах отыграл 135 матчей. В 1994 году перешёл в «Тироль», однако уже спустя год присоединился к «Штурму». В его составе Мелих добился наибольших успехов в своей карьере: дважды становился победителем чемпионата Австрии, трижды — обладателем Кубка Австрии, а также принимал участие в матчах в Лиги чемпионов УЕФА.
После 8 лет, проведённых в «Штурме», играл в нескольких клубах из нижних австрийских лиг.

### Карьера в сборной
Мелих дебютировал за национальную команду Австрии в сентябре 1992 года в товарищеском матче против Португалии. В общей сложности в майке сборной провёл 21 игру, в том числе три — в групповом этапе финальной части чемпионата мира 1998 года. Последней стала товарищеская игра против Германии в мае 2002 года.

### Карьера тренера
С 2008 года возглавлял молодёжные австрийские команды, а также команды из низших лиг австрийского первенства. С 2017 года — тренер «Винер-Нойштадта», клуба из родного для Мелиха города.
В июне 2017 года Мелих стал главным тренером австрийского клуба «Винер-Нойштадт». А в ноябре 2018 года возглавил клуб австрийской Бундеслиги «Штурм», чьи цвета защищал игроком. В сентябре 2019 года Роман Мелих возглавил «Аустрию» из Лустенау. В июне 2020 года он покинул клуб.

## Достижения
В качестве игрока
 «Штурм»
- Чемпион Австрии: (2) 1997/98, 1998/99
- Обладатель Кубка Австрии: (3) 1995/96, 1996/97, 1998/99

В качестве тренера
 «Аустрия II»
- Победитель Восточной зоны Региональной лиги Австрии: 2004/05